# Distretto di Nedroma
Il distretto di Nedroma è un distretto della provincia di Tlemcen, in Algeria. Confina al nord distretto di Ghazaouet, ad ovest con il distretto di Bab El Assa, a sud con il distretto di Maghnia, ed ad est con il distretto di Fellaoucene ed il distretto di Remchi.

## Comuni
Il distretto di Maghnia comprende 2 comuni:
- Nedroma, capoluogo del distretto.
- Djebala